# サヴォイア・マルケッティ SM.91
SM.91
- 用途：重戦闘機・戦闘爆撃機
- 製造者：サヴォイア・マルケッティ
- 運用者： イタリア王国（イタリア王国空軍）
- 初飛行：1943年3月11日
- 生産数：2機
- 運用状況：退役

SM.91は第二次世界大戦中にイタリアのサヴォイア・マルケッティ社が開発した試作重戦闘機・戦闘爆撃機。この機体は1942年の長距離戦闘爆撃機の仕様改定に合わせてイタリア空軍 から各航空会社に1938年に出された計画によって作られた。 原型は1938年に既に飛行していたサヴォイア・マルケッティSM.88である。

## 設計と開発
1942年7月、 イタリア空軍はDB 605エンジンを搭載し1600km(990マイル)の距離620km/h(385mph)で飛行可能、武装は機種と翼に計6挺のMG 151機関砲と12.7mm ブレダSAFAT機関銃、そして800kg(1,800ポンド)の爆装が可能な機体を要求した。 その時点でまだ開発中であったSM.88は計画中止となり、より大型で近代的な設計の本機が採用された。
機体と翼は全金属製でコストのいかんに関わらず最高の性能を獲得し、翼と尾部はSM.88に類似していた。最大搭載燃料は1600Lだったが、増槽の追加で1800Lにすることも可能であった。しかし、それをもってしても1600kmの航続能力があったかは不明とされている。
2機のDB605エンジンの合計出力は2950hpで、最高速度は585km/hとSM.88より優速であり、武装の20mmMG151は機首に3挺、翼に2挺、銃座に1挺という配置になっている。搭載可能物は、計1,640kgの爆弾もしくは魚雷が予定されていた。
MM.530と名付けられた試作機は、1943年3月11日にAldo Moggiによって初飛行した。2種類の試作機があり、片方はSM.88を改修したものであった。
機体はヴェルジャーテでその後数ヶ月間に27時間飛行した。 しかしながら、グイドニアでの公式試験には参加できなかった。おそらく、まだその時点では完成していなかったと推定される。1番目の試作機は1943年10月にドイツ軍に鹵獲され、その後破壊されたと思われるが、詳細は分かっていない。 2番目の試作機は不完全な状態のまま1943年9月、イタリア北部を占領したドイツ軍に鹵獲され、1944年7月10日に試験飛行したあと、連合軍の爆撃によって年内に破壊された。

## 諸元(SM.91)

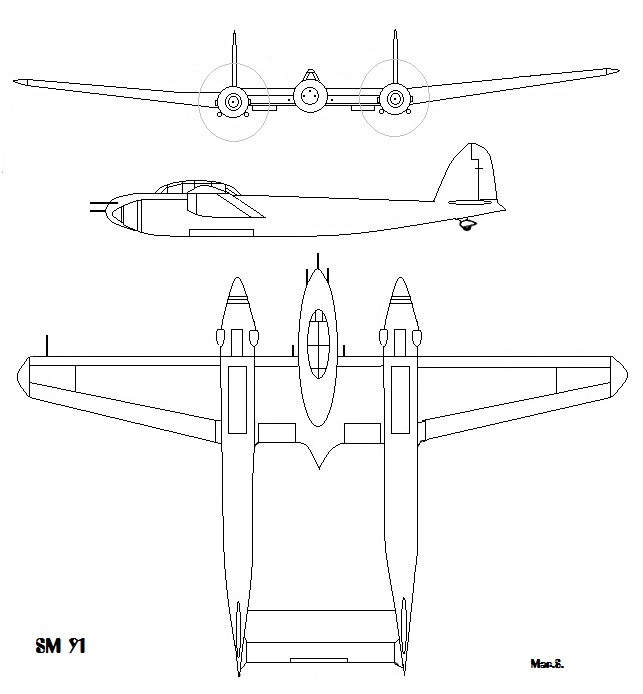
SM.91三面図

データは Italian Civil and Military Aircraft 1930-1945 より引用
特性
- 全長：13.25m
- 翼長：19.7m
- 全高：3.85m
- 翼面積：41.76m2
- 空虚重量：6,400kg
- 全備重量：8,890kg
- 燃料搭載量：1,600L+増槽825L
- 発動機：ダイムラー・ベンツDB605A-1(1,455hp、1,085kw)
- プロペラ：3ブレード定速プロペラ

性能
- 最高速度：高度7,000mで584km/h
- 巡航速度：515km/h
- 航続距離：1,600km
- 実用上昇限度：11,000m
- 上昇時間：高度6,000mまで8分30秒

武装
- 機銃：6×20mm MG151機関砲(3挺は機首、2挺は翼の付け根部分、1挺は銃座用)
- 積載可能物：最大1640kg
  - 4×100kg爆弾
  - 4×160kg爆弾
  - 魚雷×1
  - 増槽825L×1